# 巴がゆく!
『巴がゆく!』（ともえがゆく）は、田村由美による漫画、およびそれを原作としたOVA。

## 概要
別冊少女コミック（小学館）において、1987年12月号から1990年まで連載された。
シュトコーの巴御前と呼ばれるローラースケート少女王島巴が、財界の後継者争いの渦中に身を置いて立ち向かうアクション・ストーリー。その中で、かつての教官兼敵対する相手氷室上総と、上総が命を狙う相手東条伊織の間で揺れる、巴の恋心が描かれている。
1991年に巴がゆく! 1.桜の抄、1992年に巴がゆく! 2.炎の抄のタイトルでOVA化された。

## 登場人物
王島巴（おうじま ともえ）声 - 山本百合子
主人公。17歳。通称・シュトコーの巴御前。運動神経の優れた女子高生。かつてスケバンとして幅をきかせていたが、首都高を走っている最中に友人（明美）を自動車事故で亡くす。それ以降、走ることはやめてぼんやりと暮らしていたところを、スタントマン養成所緑の船（グリーン・シップ）の教官・上総にスカウトされ、3か月ほどはそこで生活していた。伊織とは恋仲。高校は（おそらく）中退している。
東条伊織（とうじょう いおり）声 - 井上和彦　/ 幼少 - 萩森順子
19歳。父親は巨大コンツェルン東条グループの総帥（声 - 柴田秀勝）で、母親は三島香織（声 - 寺瀬めぐみ）。陽光寺に預けられて育った。薄幸だった母を見て育ってきた為、表面上は温和な表情を装う、意志の強い策士。弓道ができる。威勢のいい巴が好き。美男子で、飼い犬の名は風丸（かぜまる）。
氷室上総（ひむろ かずさ）声 - 広中雅志
巴の走りに惹かれて彼女をスカウトし、入所以降も大事にしていたスタントマン養成所の教官。マルボロを愛飲する。左利き。残虐な性格でありながら、何故か巴を殺せない。12歳の頃、自分の目の前で母親を殺した父親を殺害した。巴と会う前、東条グループの隠し子と自称する女性と同棲していた。AB型。緑が好き。人相とガラの悪いオヤジで、かなりのロマンティスト（九郎談）。
王島静（おうじま しずか）声 - 鶴ひろみ
巴より10歳ほど上の姉。CA。武道は合わせて15段取得。父親が暴力団組長を引退していなければ、自分が襲名していた。付き合っている彼氏がいても、海を唯一無二の存在と思っている。口調は荒いが、家族思いの優しい性格。名前の由来は静御前。
海（かい）声 - 屋良有作
静に付き添い、彼女を大事に思っている男性。大柄かつ寡黙なケーキシェフ。花言葉にも詳しい。静よりは年上かつ、彼女以上の剣道の実力者な様子。
麻鳥九郎（あさとり くろう）声 - 島田敏
元暴走族のチンピラ青年。巴とは緑の船で出会った。緑の船にスカウトされ行方不明になったリーダーの消息を追うために潜り込んだ様子。人望が厚く、根はいい人。
青柳司（あおやぎ つかさ）声 - 片石千春
東条グループの秘書であり、男に見える長身な女性。上総に好意を寄せ、巴に嫉妬している。東条夫人（声 - 藤田淑子）にはどこまでも忠実。上総を殺すことはできず、逆に伊織を庇う形で上総に撃たれる。
京極月子（きょうごく つきこ）
第2部より登場。京都出身の美人なお嬢様。17歳。一見たおやかな日本人形を思わせる風貌な反面、実はとんでもない野心家。巴の事が大嫌い。シドニーを弟として可愛がっている様子。伊織との政略結婚に失敗した後、シドニーと共にニューヨークへ向かった様子。OVAには登場しない。
シドニー
第1部後半辺りから登場。15歳。金髪碧眼な孤児の青年。月子に好意を寄せ、銃火器の扱いに長けている。真っ直ぐでイイ性格。周囲からよく子供扱いされている。OVAには登場しない。

## OVA
- 桜の抄
- 炎の抄

### スタッフ
- 監督・音響監督 - 石山タカ明
- 脚本 - 渡辺麻実
- キャラクターデザイン - 奥田万つ里
- 演出 - 玉野陽美
- 作画監督 - ゴトウマサユキ
- 美術監督 - 宮前光春
- 撮影監督 - 橋本和典
- 音楽 - 国本佳宏
- プロデューサー - 久保真、池口和彦
- 制作協力 - 銀河帝国
- 制作 - アニメイトフィルム
- 製作 - ムービック、メディアリング

### 主題歌
エンディング曲
桜の抄：「MISSING LOVER」（歌：山本実枝、作詞：森雪之丞、作曲：関口敏行、編曲：矢野立美）
炎の抄：「ACTION」（歌：山本実枝、作詞：森雪之丞、作曲：関口敏行、編曲：矢野立美）

## メディアミックス
CDアルバム『巴がゆく!』のイメージソング集、東芝EMI
- 巴がゆく! Original Album 1990年7月4日

サウンドトラックCDビクター
- 巴がゆく! オリジナル・イメージ・サウンドトラック 1991年9月21日

OVAメディアリング・ムービック、のちHappinet Pictures
- 巴がゆく! 1.桜の抄 1991年10月21日
- 巴がゆく! 2.炎の抄 1992年1月21日
- 巴がゆく! オリジナル・リミックス・バージョン 1992年10月

## 特別外伝集「夢の跡」
1990年8月に、「『巴がゆく!』終了記念特別外伝集」として、同人誌「夢の跡」を発行している。

## 単行本
フラワーコミックス
1. 1988年5月 ISBN 4-09-132811-3
2. 1988年9月 ISBN 4-09-132812-1
3. 1989年2月 ISBN 4-09-132813-X
4. 1989年7月 ISBN 4-09-132814-8
5. 1989年12月 ISBN 4-09-132815-6
6. 1990年4月 ISBN 4-09-132816-4
7. 1990年7月 ISBN 4-09-132817-2
8. 1990年9月 ISBN 4-09-132818-0

小学館文庫
1. 第1巻 1996年7月 ISBN 4-09-191131-5
2. 第2巻 1996年7月 ISBN 4-09-191132-3
3. 第3巻 1996年8月 ISBN 4-09-191133-1
4. 第4巻 1996年8月 ISBN 4-09-191134-X
5. 第5巻 1996年9月 ISBN 4-09-191135-8